# Kvalserien till Elitserien i ishockey 1988
Kvalserien till Elitserien i ishockey 1988 spelades 27 mars-16 april 1988 för att avgöra vilka lag som skulle få spela i Elitserien 1988/1989. Kvalserien bestod av fyra lag och spelades i sex omgångar. IK VIK Hockey gick upp till Elitserien, medan Örebro IK, Västra Frölunda HC och Väsby IK fick spela i Division I 1988/1989, för Väsby innebar det nedflyttning till Division I. Noterbart är att VIK Hockey inte spelade i Allsvenskan under våren utan tog sig upp den långa vägen via playoff precis som Väsby gjorde föregående säsong.

## Slutställning
| Nr | Lag                | S | V | O | F | GM | IM | MS  | P  |
| -- | ------------------ | - | - | - | - | -- | -- | --- | -- |
| 1  | IK VIK Hockey      | 6 | 5 | 0 | 1 | 39 | 21 | +18 | 10 |
| 2  | Örebro IK          | 6 | 4 | 0 | 2 | 30 | 22 | +8  | 8  |
| 3  | Västra Frölunda HC | 6 | 2 | 0 | 4 | 28 | 30 | −2  | 4  |
| 4  | Väsby IK           | 6 | 1 | 0 | 5 | 18 | 42 | −24 | 2  |